# São Martinho de Escariz
São Martinho de Escariz is een plaats (freguesia) in de Portugese gemeente Vila Verde en telt 354 inwoners (2001).